# مجلة التطور والسلوك البشري
مجلة التطور والسلوك البشري (بالإنجليزية: Evolution and Human Behavior)‏ هي مجلة أكاديمية نصف شهرية تخضع لمراجعة لأقران وتغطي الأبحاث التي تطبق فيها المنظورات التطورية على دراسة السلوك البشري، بدءًا من علم النف
س التطوري إلى الأنثروبولوجيا التطورية والتطور الثقافي. وهي في الأساس مجلة علمية، ولكن تنشر أيضًا مقالات من الطريقة العلمية في العلوم الإنسانية. يمكن تضمين الأوراق البحثية التي تعمل على التجريب والنظريات حول الأنواع الأخرى إذا كانت صلتها بالحيوان الإنسان واضحة. تأسست المجلة في عام 1980، وابتداءً من المجلد 18 في عام 1997، نشرتها دار نشر إلزيفير نيابة عن جمعية سلوك الإنسان وتطوره رئيس التحرير هو ديبرا ليبرمان (جامعة ميامي).
من بين أكثر من 300 مجلة علم نفس وطبية أخرى، تبنت مجلة التطور والسلوك البشري مراجعة الأقران العلمية (أي عندما تقبل الدراسات ليس على أساس النتائج التي توصل إليها بعد إجراء الدراسات، ولكن قبل إجراء الدراسات على أساس صرامة الطريقة المنهجية لتصميم التجارب الخاصة بهم والمبررات النظرية لتقنيات التحليل الإحصائي المستخدمة قبل جمع البيانات أو إجراء التحليل) كجزء من مبادرة نظمها مركز العلوم المفتوحة استجابةً للمخاوف المتعلقة بإمكانية تكرار النتائج التجريبية في العلوم والطب، وتحيز النشر، واستخراج البيانات. قدّر التحليل المبكر لمثل هذه الإصلاحات في مجلات علم النفس أن 61 في المائة من الدراسات العمياء للنتائج أدت إلى نتائج لاغية [الإنجليزية]، على عكس ما يقدر بـ 5 إلى 20 في المائة في الأبحاث النفسية السابقة.

## الاستخلاص والفهرسة
المجلة مستخلصة ومفهرسة في:
- الأدب الأنثروبولوجي [الإنجليزية]
- المحتويات الحالية (قاعدة بيانات) / العلوم الاجتماعية والسلوكية
- امباسي (قاعدة بيانات) [الإنجليزية]
- بروكويست
- سايك إنفو (قاعدة بيانات) [الإنجليزية]
- مؤشر الاقتباس العلمي
- سكوبس
- فهرس الاستشهادات في العلوم الاجتماعية [الإنجليزية]

وفقًا لتقارير الاستشهاد بالمجلات الأكاديمية، فإن عامل التأثير للمجلة لعام 2020 يبلغ 4.178.

## جائزة أفضل ورقة
جائزة "مارغو ويلسون" هي جائزة سنوية تقدم لأفضل ورقة بحثية نشرت في المجلة في العام السابق.